# Jacques Mousseau
Pour les articles homonymes, voir Mousseau.
Jacques Mousseau, né le 24 juin 1932 à Joinville-le-Pont et mort le 22 août 2022 à Paris, fut un journaliste français, écrivain, directeur de revues, directeur des programmes jeunesse puis directeur de la diffusion à TF1.

## Biographie
Il a été le directeur de la diffusion à TF1, président de l'Institut Multi-Média, secrétaire général du comité d’histoire de la télévision, rédacteur en chef de la revue Planète, directeur des revues Psychologie et Communication et langages. Docteur ès lettres (1969), diplômé de l’Institut d'études politiques de Paris, licencié en droit, diplômé de l’École des hautes études en sciences sociales et de l'École supérieure de journalisme de Paris. 

## Ouvrages
- Les Grands (Les Amis du Club du Livre du Mois, 1959)
- En Français dans le texte (avec Jean Feller et Louis Pauwels, France Empire, 1962)
- L'amour à refaire (Denoël, 1969)
- Cinq dollars pour un empire. Le phénomène Playboy (Denoël, 1970)
- Les communications de masse. L'univers des mass media (CEPL, 1972, 2e éd. 1973)
- L'Audio-visuel. De la théorie à la pratique (avec Pierre Thailhardat, sous la dir., CEPL, 1974)
- L'Inconscient (avec Pierre-François Moreau, sous la dir., CEPL, 1976)
- Les sciences humaines aujourd'hui (Retz, 1979)
- Histoire de la télévision française (avec Christian Brochand, Nathan, 1982)
- L'aventure de la télévision. Des pionniers à nos jours (avec Christian Brochand, Nathan, 1987)
- Le siècle de Paul-Louis Weiller : 1893-1993 (Stock, 1998)
- Chaban-Delmas (Perrin, 2000, 2e éd. 2010)
- Arnaud Desjardins : l’ami spirituel (Perrin, 2002, rééd. Pocket, 2004)
- La conquête du ciel 1903-1933 / Conquering the Skies 1903-1933 (Perrin, 2003)